# Headerbestand
Een headerbestand of een include-bestand is in het programmeren een bronbestand dat via een bijzondere verwijzing ingesloten wordt in een ander bestand. Dit bronbestand bevat vooral declaraties. De voornaamste bedoeling is ervoor te zorgen dat deze declaraties maar op één plaats voorkomen, en toch op meerdere plaatsen gebruikt kunnen worden. Include-bestanden worden vooral gebruikt in C en C++.
Een probleem hierbij is dat programma's meestal in stukken opgebroken worden om er makkelijker mee te kunnen werken.

Gerelateerde stukken code worden bij elkaar gebracht in bestanden, waarnaar vanuit andere bestanden verwezen kan worden. Dit geeft een probleem wanneer de code wordt gebruikt in een uitvoerbaar programma, omdat de code iedere keer gecompileerd moet worden.
Een oplossing voor dit probleem is het systeem de datums van wijzigingen te laten examineren die het programma maken en alleen de bestanden te recompileren waar de datum veranderd is. make doet dit ook. Maar dit kan wel het systeem bestanden doen compileren waar alleen kleine wijzigingen zijn, zoals meer of minder witruimte, of de toevoeging van commentaar.
Een headerbestand geeft een oplossing voor dit probleem door de delen uit de code te halen die werkelijk effect hebben, zoals definities en declaraties. Wanneer deze delen veranderen, dan moet toch alle code opnieuw gecompileerd worden.